# Ian Blackford
Ian Blackford (født 14. maj 1961) er en skotsk politiker, der har været gruppeformand for Scottish National Party i House of Commons siden 2017, og været medlem af House of Commons siden 2015, da han slog det siddende parlamentsmedlem og tidligere leder af Liberaldemokraterne, Charles Kennedy i valgkredsen Ross, Skye and Lochaber i Skotland.
Blackford er oprindeligt fra Edinburgh og har tidligere været investeringsbankmand og derudover været involveret i andre virksomhedsforetagender. Han var SNP's kasserer mellem 1999 og 2000.